# Kjellbergiodendron celebicum
Kjellbergiodendron celebicum är en myrtenväxtart som först beskrevs av Sijfert Hendrik Koorders, och fick sitt nu gällande namn av Elmer Drew Merrill. Kjellbergiodendron celebicum ingår i släktet Kjellbergiodendron och familjen myrtenväxter. Inga underarter finns listade i Catalogue of Life.